# خلنج الجبل المتوسط
خلنج الجبل المتوسط (الاسم العلمي:Phyllodoce intermedia) هو نوع من النباتات يتبع جنس خلنج الجبل من الفصيلة الخلنجية.